# 3724 Annenskij
3724 Annenskij è un asteroide della fascia principale del diametro medio di circa 14,15 km. Scoperto nel 1979, presenta un'orbita caratterizzata da un semiasse maggiore pari a 2,7638407 UA e da un'eccentricità di 0,1656805, inclinata di 7,73242° rispetto all'eclittica.
L'asteroide è stato dedicato al poeta e scrittore russo Innokentij Fëdorovič Annenskij (1855-1899).